# Tipula (Acutipula) forticauda
Tipula (Acutipula) forticauda is een tweevleugelige uit de familie langpootmuggen (Tipulidae). De soort komt voor in het Palearctisch gebied.